# Aranyszabály
Az aranyszabály kétértelmű kifejezés. Az egyik az általános, egy adott előírás, szabályrendszer összefoglalása vagy leglényegesebb pontjai, a másik szociológiai és egyben a kifejezés eredeti jelentése egy általános etikai szabály, miszerint ugyanúgy kell bánni másokkal, mint ahogy szeretnénk, hogy velünk is bánjanak. Ellentétes megfogalmazása is ismert: „Ne tedd másokkal azt, amit nem kívánsz, hogy veled cselekedjenek!”  Az aranyszabály megtalálható szinte az összes vallásban és törzsi hagyományban. Sok filozófus és humanista is hangsúlyozta fontosságát. Számos keresztény (vagy keresztyén) forrás kizárólag a pozitív megfogalmazást (ugyanúgy kell bánni...) tekintik aranyszabálynak, annak ellentétes megfogalmazását (ne tedd...) ezüstszabályként emlegetik.

## Az aranyszabály általános, hétköznapi jelentése
A hétköznapi életben az aranyszabály szót a legfontosabb etikai szabályok összefoglalásának használják. A magyar nyelv nagyszótára szerinti definíció:
- mindig szem előtt tartandó, a helyes cselekvést irányító (erkölcsi) szabály, illetve
- valaminek a rendjében érvényesülő, azt meghatározó szabály, norma, törvény(szerűség).[2]

Marosán György filozófus az aranyszabályok alatt „a közösségek elvárt viselkedési normáinak alapelemei”-t érti.

## Etimológia
Az aranyszabály kifejezést először Angliában a 17. századtól kezdték el használni anglikán teológusok. Legkorábbi ismert említése Charles Gibbon (1589–1604) írótól származik 1604-ben.

## Az aranyszabály a vallásokban
Az aranyszabályként nevezett tanítás lényegét már az ókorban megfogalmazták alapvető erkölcsi elvként. 
Szinte az összes vallás szent könyve tartalmazza azt a tanítást, hogy az ember úgy bánjon a többi emberrel, ahogy szeretné, hogy mások bánjanak vele. A szentírások kijelentik: Ha nem akarod, hogy mások bántsanak, akkor te se bánts másokat! Ez a bűn és erény próbája. Mások bántása bűn, a nem bántás erény.
A düh, mások megsértése, a rosszindulat, az irigység, a rágalmazás, a büszkeség, az önzés, mások jó tulajdonságainak figyelmen kívül hagyása, a kedvesség hiánya ellensége minden embernek. Hatalmas erővel támadhatnak, ahogy tigris veti rá magát az áldozatára. Tőlük ered minden bánat és bűn.

### Kereszténység
Az aranyszabály része a hegyi beszédnek, de nem nevezik aranyszabálynak:
Amit tehát szeretnétek, hogy az emberek veletek cselekedjenek, ti is ugyanazt cselekedjétek velük, mert ez a törvény, és ezt tanítják a próféták.
És amint szeretnétek, hogy az emberek veletek bánjanak, ti is úgy bánjatok velük.
Bár a gondolatot sokan Jézustól származó erkölcsi tanításnak tartják, ő a történetek szerint ezt mondta: "Amit tanítok, az nem az enyém, hanem azé, aki küldött engem". A Jézus által felállított szabály jótetteket követel, amelyeket másokért kell tennünk. Így tanított tovább: Szeresd felebarátodat, mint önmagadat és ne viszonozd a rosszat rosszal! 
Jézus az embertársi szeretetet a második legfontosabb parancsolatnak nevezte.
Jakab evangélista a felebaráti szeretet elvét királyi törvény kifejezéssel illette.
Apró figyelmességek, jó és önfeláldozó cselekedetek, amelyek oly csendben áradnak szét, mint a virágillat, nagyban hozzájárulnak az élet megszépítéséhez. Akik a szeretetet, irgalmasságot, jótékonyságot és önzetlen szolgálatot gyakorolják, azoknak jutalma nem marad el. A Biblia alapján akik krisztusi jellemre és tökéletességre törekednek, földi vetésük szerint aratnak majd dicsőséget az eljövendő világban.

### Bahái hit
És ha szemed az igazságosság felé fordul, akkor válaszd felebarátod számára azt, amit magadnak is választanál. (Baháalláh)

### Buddhizmus
Ne bánts másokat olyasmivel, ami téged is bántana. (Buddha: Udana-Varga 5.18)
Ne ejts ki soha bántó szót, mert a megsértett visszavág. A durva beszéd másnak fáj, és meglátod, hogy visszaüt. (Dhammapada X, 133)
Buddha a nyolcrétű lépcsőt adta az embereknek az élet útján, amelyek megszüntetnek minden szenvedést, és elvezetnek a nirvána vagy megszabadulás eléréséhez. A nyolcrétű lépcső (vagy ösvény) elpusztítja a haragot, a kapzsiságot, a rosszindulatot és más gonosz gondolatokat és megtisztítja a szívet.

### Hinduizmus
Ez a teendők összessége: ne tégy másnak olyat, ami fájdalmat okozna, ha veled tennék. (Mahábhárata 5:1517)
Az aranyszabálynak nevezett általános elv a hinduizmusban is megtalálható és a védikus írások jama és nijama néven ismert előírásai többek közt a másokkal szembeni szeretetre, együttérzésre, szánalomra, az ínségben levők megsegítésére (dajá), a megbocsátásra (kṣzamā) és minden élő iránti erőszakmentességre (ahimszá) intenek.

### Iszlám
Egyikőtök sem hisz igazán, amíg nem azt kívánja a testvérének, amit magának is. (Mohamed próféta,  Hadísz)
A Korán kijelenti, hogy Isten (Alláh) nem lesz szeretetteljes ahhoz, aki nem viseltetik szeretettel az Ő teremtményei iránt. Isten számára az a legkedvesebb, akiből a legnagyobb jóság árad az Ő teremtményei felé. Akitől az emberiségnek csak java származik, az az emberek legjobbika. Isten minden teremtményét a családtagjának tekinti. Fölöttébb kedves Isten számára az, ki a legtöbb jótéteményt próbálja cselekedni teremtményeivel.

### Konfucianizmus
A konfuciánus Négy könyv harmadik részében, a Beszélgetések és mondások című munkában többször megtalálható az aranyszabály. 
Soha ne tedd azt másoknak, amit magadnak sem kívánsz!
Tégy úgy másokkal, amint ők tesznek veled. (Konfuciusz)
Konfuciusz nem adott a világnak új vallást vagy új erkölcsi szabályokat. Amit a világ tőle kapott, az az emberi etika alapjainak erőteljes újragondolása: Gyakorold az önuralmat akkor is, amikor másokat magadhoz hasonlítod és viselkedj úgy velük, ahogy szeretnéd, hogy ők viselkedjenek veled! Ezt nevezhetnénk az emberiesség tanának, amihez nincs mit hozzátenni.

### Zsidó vallás
Az aranyszabály első pozitív megfogalmazása a Tóra ismert versében található (héberül: ואהבת לרעך כמוך):
Ne légy bosszúálló, se haragtartó a népedhez tartozókkal szemben. Szeresd felebarátodat, mint magadat! Én vagyok az Úr!
Hillel rabbi, Izráel nagy tanítója arra a kérésre, hogy egy mondatban foglalja össze Izráel tanítását, így válaszolt: „Ami neked gyűlöletes, ne tedd embertársadnak. Ez az egész Tóra, a többi csak kommentár.” (Sabbat 31a.)

## Az aranyszabály a vallásközi párbeszédben
A vallásközi párbeszédet folytatók közös alapként tekintenek az aranyszabályra, mely szinte az összes vallásban megtalálható, különböző megfogalmazásokban. A vallások közötti megértés növelésére posztereket adnak ki és oktatási anyagokat készítettek. Új-Dél-Wales parlamentjében ünnepélyes keretek között mutattak be egy posztert, amely 13 vallás szent szövegét ábrázolja, köztük az ausztrál bennszülöttek szellemiségét.